# Грумази
Грумази (мкд. Грумази) су насеље у Северној Македонији, у јужном делу државе. Грумази припадају општини Новаци.

## Географија
Насеље Грумази је смештено у јужном делу Северне Македоније. Од најближег већег града, Битоља, насеље је удаљено 30 km источно.
Грумази се налазе у западном делу високопланинске области Маријово, као једно од најзабаченијих, али и етнички најчистијих делова православног словенског живља на тлу Македоније. Насеље је положено високо, на висоравни. Источно од села издиже највише било Селечке планине. Надморска висина насеља је приближно 1.090 метара.
Клима у насељу је планинска због знатне надморске висине.

## Становништво
Грумази су према последњем попису из 2002. године имали 15 становника.
Претежно становништво по последњем попису су етнички Македонци (100%).
Већинска вероисповест је православље.